# Koellikerina elegans
Koellikerina elegans är en nässeldjursart som först beskrevs av Mayer 1900.  Koellikerina elegans ingår i släktet Koellikerina och familjen Bougainvilliidae. Inga underarter finns listade i Catalogue of Life.